# Nikolai Iudowitsch Iwanow

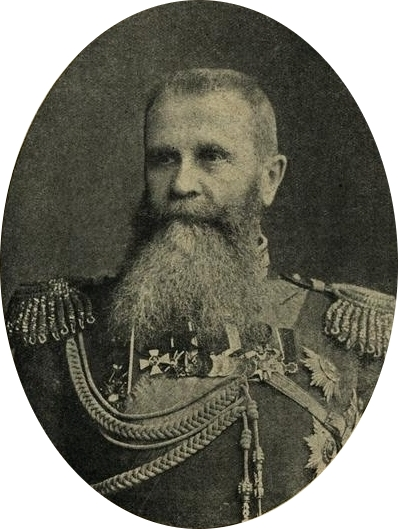
Nikolai Iudowitsch Iwanow, um 1914

Nikolai Iudowitsch Iwanow (russisch Николай Иудович Иванов; wissenschaftliche Transliteration Nikolaj Iudovič Ivanov, * 22. Julijul. / 3. August 1851greg.; † 27. Januar 1919 in Odessa) war ein kaiserlich-russischer Offizier, zuletzt General der Artillerie im Ersten Weltkrieg.

## Leben
Iwanow kam aus einer Familie mit militärischer Tradition aus dem Gouvernement Kaluga. Er wurde im Sankt Petersburger Kadettenkorps erzogen und schloss 1869 die Michailowski-Artillerieschule ab. Er diente anschließend in Artillerieeinheiten. Er nahm als Stabskapitän am Russisch-Osmanischen Krieg 1877/78 teil und war anschließend Ausbilder der rumänischen Armee unter Eduard Iwanowitsch Totleben. Ab 1888 leitete er die Mobilmachungsabteilung der Hauptverwaltung der Artillerie.
Von 1890 bis 1899 war er Kommandant der Artillerie der Festung Kronstadt und wurde 1894 zum Generalmajor befördert. Er nahm an der Chinesischen Expedition 1900/01 sowie als Kommandeur des 3. Sibirischen Armeekorps am Russisch-Japanischen Krieg 1904/05 teil. Von 1905 bis 1907 befehligte er in St. Petersburg das I. Armeekorps und ging energisch gegen die dortigen revolutionären Unruhen vor. 1908 wurde er zum General der Artillerie befördert und zum Oberbefehlshaber im Kiewer Militärbezirk ernannt.

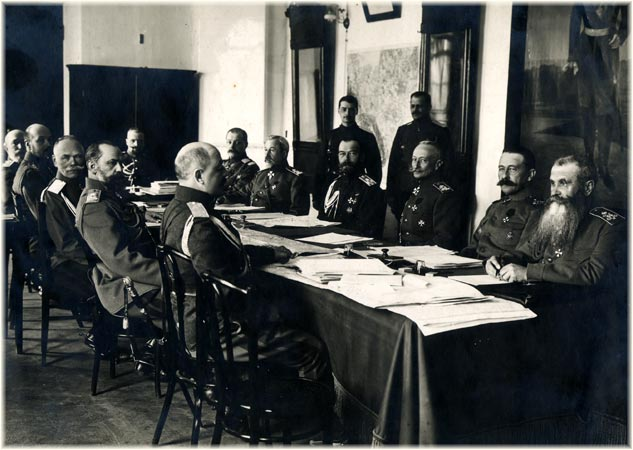
General Iwanow (ganz rechts) im russischen Oberkommando, 1916

Bei Ausbruch des Ersten Weltkriegs wurde er Oberbefehlshaber der Südwestfront, die er u. a. in der Schlacht in Galizien und der Winterschlacht in den Karpaten führte. Nach dem Rückzug aus Galizien 1915 wurde er im März 1916 durch Alexei Brussilow abgelöst und diente anschließend als Generaladjutant im Hauptquartier Nikolaus II.
Im Zuge der Februarrevolution 1917 wurde er mit der Niederschlagung der Unruhen in Petrograd beauftragt, war allerdings nach der Abdankung des Zaren am 2. Märzjul. / 15. Märzgreg. handlungsunfähig. Er wurde in Kiew vom lokalen Arbeiter- und Soldatenrat verhaftet und nach Petrograd verbracht, auf Initiative Kerenskis aber Ende 1917 freigelassen. Er schloss sich nach der Oktoberrevolution der weißen Armee Pjotr Nikolajewitsch Krasnows an und wurde im Oktober 1918 Oberbefehlshaber der in Aufstellung befindlichen Südarmee. Im Januar 1919 starb er in Odessa an Typhus.